# Valdepiélagos
Valdepiélagos est une commune de la communauté de Madrid, en Espagne.